# Cappella Palatina (Napoli)
La cappella Palatina, chiamata anche cappella reale dell'Assunta, è una cappella palatina sconsacrata ubicata all'interno del Palazzo Reale di Napoli.

## Storia

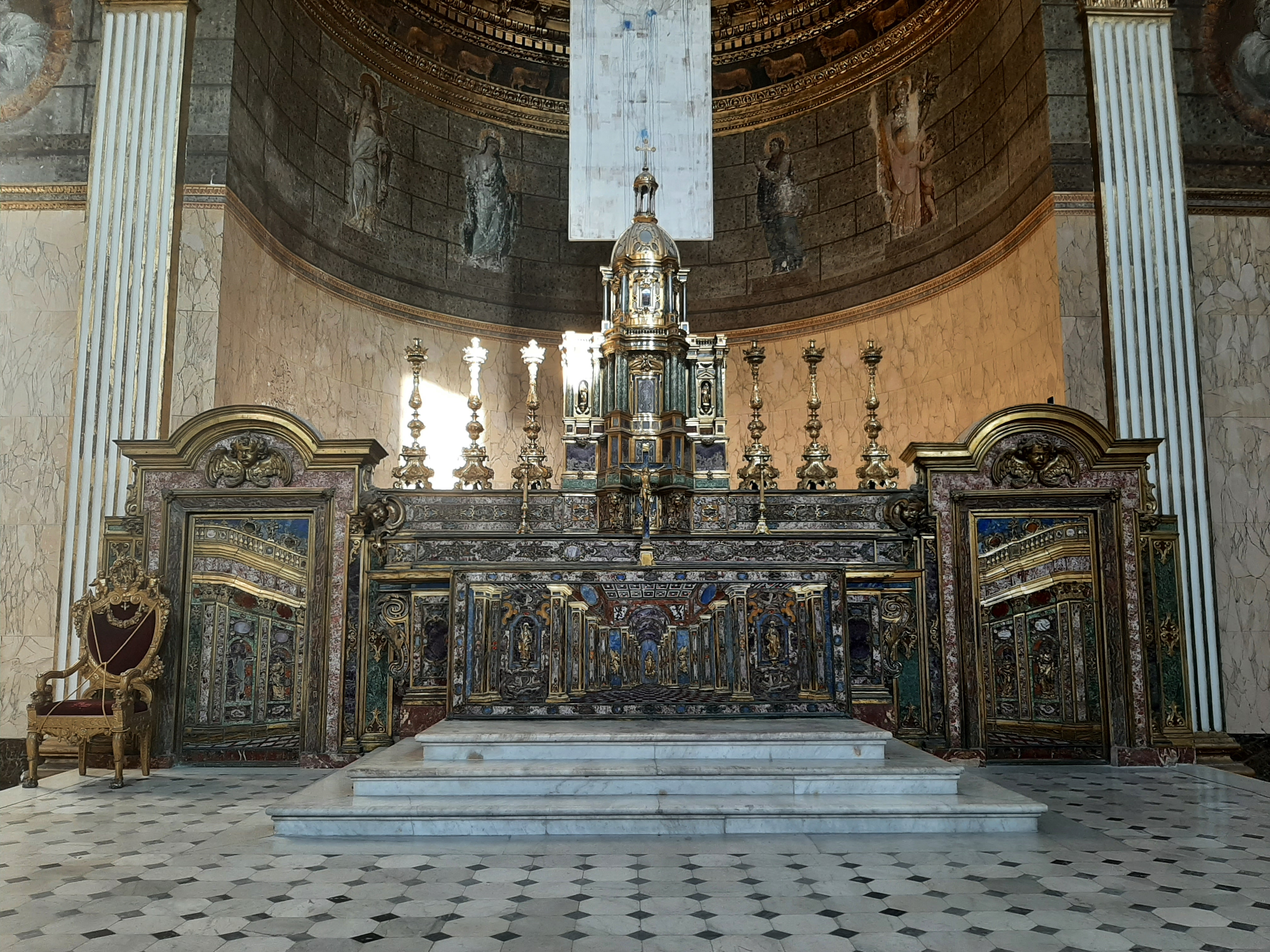
L'altare maggiore

I lavori di costruzione della cappella Palatina iniziarono nel 1643 sotto la direzione di Francesco Antonio Picchiatti: nel 1644 lo stesso Picchiatti preparò il bando di gara per le decorazioni e nel 1646, anno in cui fu consacrata alla Madonna Assunta, iniziarono le prime celebrazioni per volere del viceré Rodrigo Ponce de León; nello stesso periodo inoltre furono pagate le decorazioni interne eseguite da artisti come Jusepe de Ribera, che dipinse la pala dell'altare maggiore, la Santissima Concezione, Giovanni Lanfranco, Charles Mellin e Giulio e Andrea Lazzari.
Nel corso del Seicento e del Settecento, oltre alle normali funzioni religiose la chiesa venne utilizzata come sede della Scuola musicale napoletana e dei maestri di Cappella, ospitando artisti come Alessandro e Domenico Scarlatti, Giovanni Battista Pergolesi e Giovanni Paisiello. Lavori di restauro furono effettuati tra il 1660 e il 1668 e nel corso dell'Ottocento, in particolare: durante il periodo murattiano, tra il 1808 e il 1815, con i lavori affidati ad Antonio De Simone, durante la metà del secolo, sotto la direzione del Gaetano Genovese, e alla fine della dominazione borbonica, quando assunse l'aspetto definitivo.
Furono diversi i danni subiti con la seconda guerra mondiale e, dopo essere stata sconsacrata nel 1943, venne nuovamente restaurata e destinata all'esposizione museale di arredi sacri.

## Descrizione

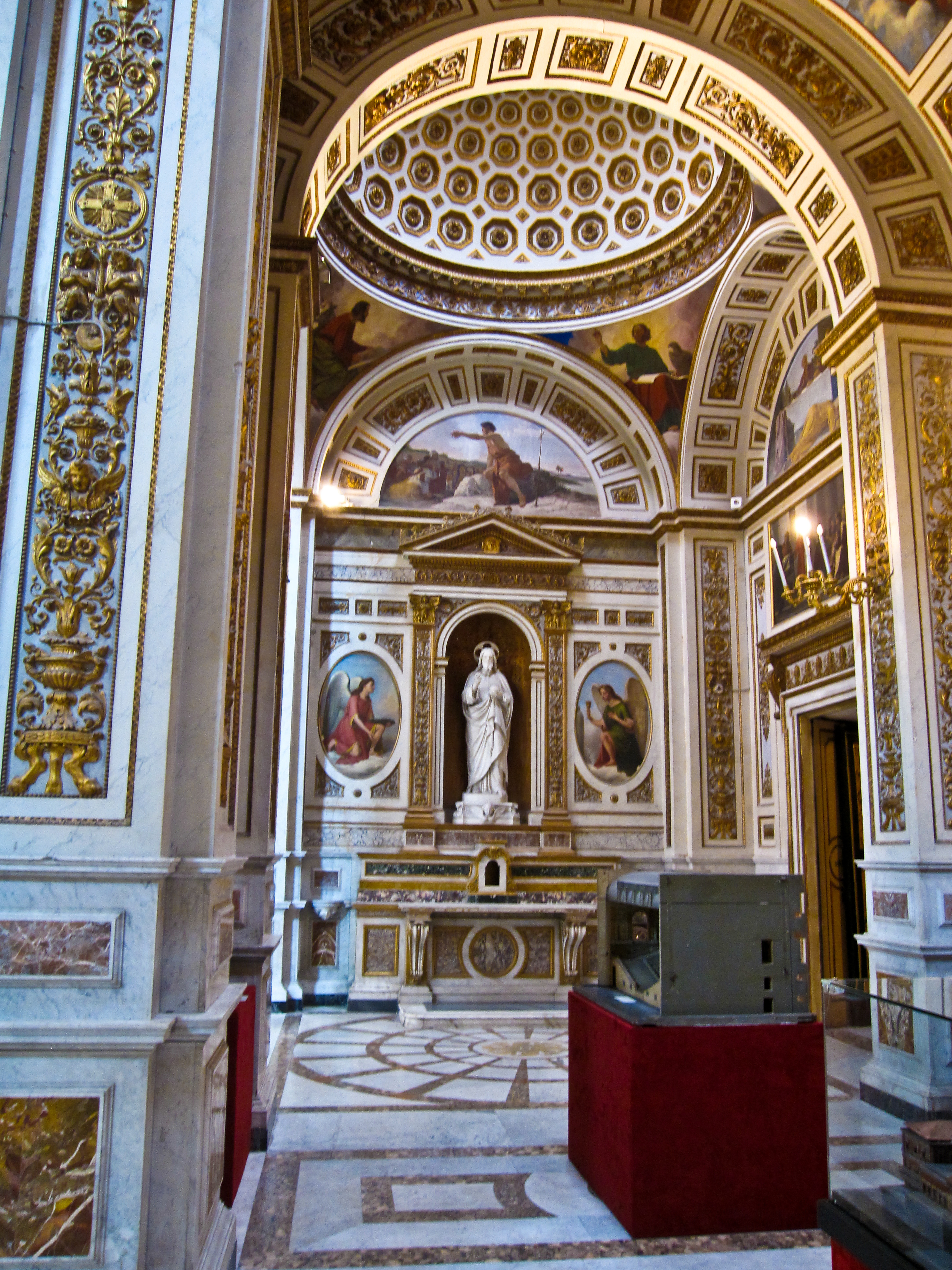
Una cappella della navata di sinistra

L'accesso alla cappella è consentito da una porta in legno del XVI secolo, proveniente dalla cappella del palazzo Vicereale, di cui è il più antico manufatto che si conservi, opera di Benvenuto Tortelli: sistemata nella posizione attuale durante i restauri curati da Genovese nel XIX secolo, in una cornice neoclassica, è in legno intagliato a finto bronzo, diviso in più comparti, con decorazioni che rimandano alla stella e alla conchiglia, simboli della Concezione e di san Giacomo il Maggiore, venerato nella cappella del palazzo Vicerale.
Internamente si presenta a navata unica con tre cappelle lungo i lati: tutto l'ambiente è decorato con stucchi in bianco e oro, risalenti alla fine della dominazione borbonica e eseguiti da artisti appartenenti all'Accademia di Napoli, i quali si occuparono tra l'altro anche di una serie di affreschi con tema Storia della Vergine, tra cui l'Assunzione sotto la navata, di Domenico Morelli, e Storie di Cristo. Lungo i due lati della navata, nei pressi dei finestroni, sono presenti affreschi di Giacomo del Pò con tema Storie della Genesi, risalenti al 1706, mentre nella zona dell'abside, realizzata a finto cassettonato e nella fasce inferiore della navata, a finto marmo, raffigurazione di Eterno Padre tra Gesù Cristo, la Vergine e gli Evangelisti, gli angeli e i cherubini, in stile bizantino, risalenti al 1815 e opera di Giuseppe Cammarano. L'altare maggiore proviene dalla chiesa di Santa Teresa degli Scalzi ed è stato portato al Palazzo Reale nel 1808, a seguito della soppressione degli ordini monastici voluta da Giuseppe Bonaparte: opera di Dionisio Lazzari del 1674, è realizzato in pietre dure come agape, onici, lapislazzuli, ametiste e rame, e ha la forma simile a un tempio con colonne, con inserti di figure dorati di angeli e santi tra cui si riconosce anche santa Teresa.
Tra i dipinti custoditi nella cappella: Calvario e San Pietro d'Alcantara appare a santa Teresa di Francesco De Maria e provenienti dalla chiesa di San Giuseppe delle Scalze a Pontecorvo. All'interno della cappella è stata realizzata un'esposizione permanente di arredi sacri precedentemente esposti in sacrestia: questi sono disposti in ordine cronologico come sculture e arredi del XVIII secolo, posti verso l'ingresso, e arredi del XIX secolo e reliquie disposte verso l'altare. Tra le opere presenti: Cristo, in avorio, San Michele che abbatte i demoni, in alabastro, risalente ai primi anni del XVIII secolo e proveniente dall'oratorio privato di Ferdinando I delle Due Sicilie, una serie di calici, pissidi e ostensori di Lorenzo Cavalieri, l'abito penitenziale di Maria Clotilde di Borbone-Francia e vari lavori in filigrana e miniature su avorio, oltre al paramento completo utilizzato per la venuta a Napoli nel 1849 di papa Pio IX, tra cui un ombrello processionale ricamato in ciniglia su seta bianca.
All'interno della cappella è custodito il presepe del Banco di Napoli, composto da quasi quattrocento pezzi risalenti ad un periodo compreso tra il XVIII e il XIX secolo, alcuni modellati da scultori napoletani come Giuseppe Sanmartino e Angelo Viva.